# روپرتسهوفن (راینلاند-فالتس)
روپرتسهوفن (به آلمانی: Ruppertshofen) یک شهر در آلمان است که در Verbandsgemeinde Nastätten واقع شده‌است.